# Zjeleznodorozjnyj

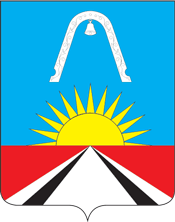
Zjeleznodorozjnyjs vapen.

Zjeleznodorozjnyj (ryska: Железнодоро́жный) är en stad i Moskva oblast, Ryssland. Staden grundades 1861 och är belägen ett par mil öster om Moskva. 

## Administrativt område
Zjeleznodorozjnyj administrerade tidigare Kupavna som en separat enhet, men denna ort är numera sammanslagen med centrala Zjeleznodorozjnyj. 
| Stad/Ort          | Invånarantal 9 oktober 2002 | Invånarantal 14 oktober 2010 | Invånarantal 1 januari 2015 |
| ----------------- | --------------------------- | ---------------------------- | --------------------------- |
| Zjeleznodorozjnyj | 103 931                     | 131 257                      | 151 985                     |
| Kupavna           | 6 691                       | Ingen uppgift                | Ingen uppgift               |
| TOTALT            | 110 622                     | 131 257                      | 151 985                     |